# توفیق صقر
توفیق صقر (انگلیسی: Tawfik Sakr؛ زادهٔ ۸ نوامبر ۱۹۶۹) بازیکن فوتبال است.
وی همچنین در تیم ملی فوتبال مصر بازی کرده‌است.